# Ellie Kemper
Elizabeth Claire Kemper (Kansas City, 2 de maig de 1980), més coneguda com a Ellie Kemper, és una actriu, comediant i escriptora dels Estats Units d'Amèrica reconeguda pel seu paper d'Erin Hannon a la sèrie The Office de la cadena NBC. També és la protagonista de la sèrie Unbreakable Kimmy Schmidt.